# Miguel Ángel Viso
Miguel Ángel Viso Diéguez (Arnoya, Orense, 9 de octubre de 1971) es un político español, diputado por Orense en el Congreso durante la XI y XII legislatura.

## Biografía
Ingeniero técnico agrícola y técnico superior en Prevención de Riesgos Laborales, trabaja como ingeniero técnico en la Consejería de Medio Rural de la Junta de Galicia. En mayo de 2012 fue nombrado presidente del Consejo Regulador de la Denominación de Origen Ribeiro, cargo que ocupó hasta febrero de 2016. Vinculado políticamente al Partido Popular, encabezó la candidatura de este partido en la provincia de Orense en las elecciones generales de 2015 y fue elegido diputado, cargo que mantuvo tras las elecciones generales de 2016.